# قلم لبدي

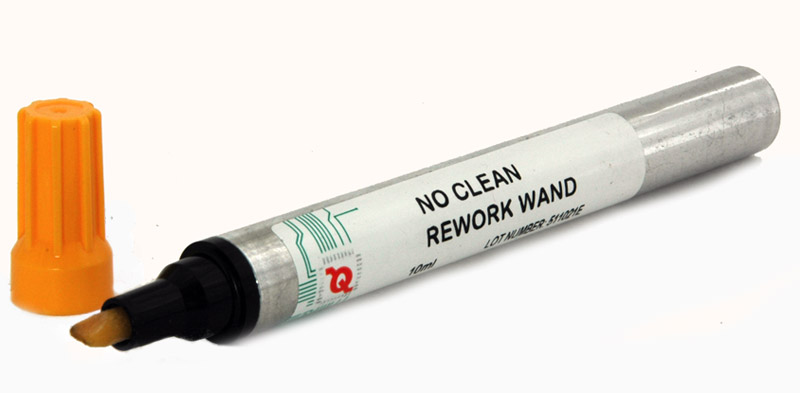
قلم لبدي.

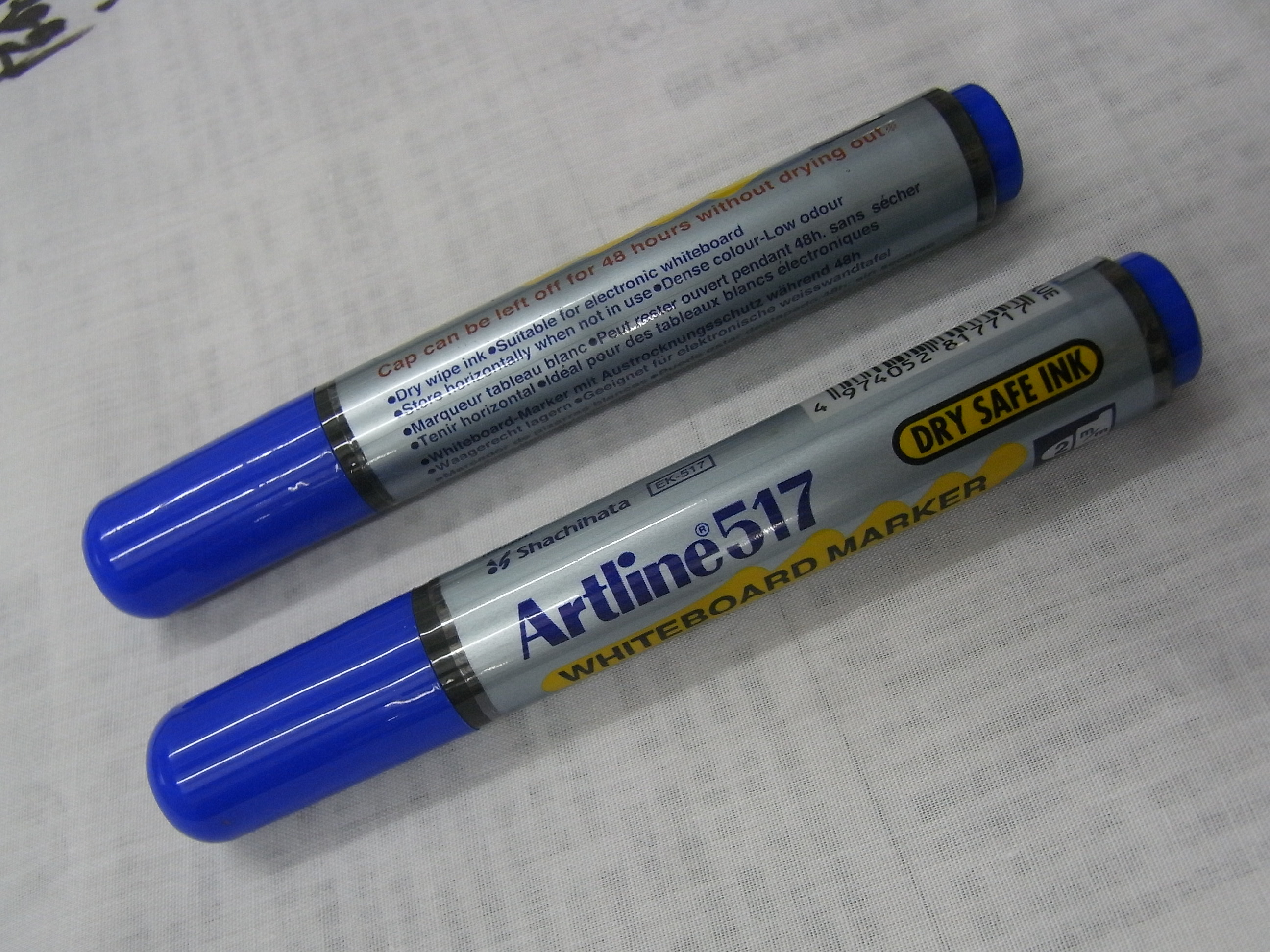
قلم لبدي مخصوص يُمسح بسهولة من على سطح السبورة البيضاء.

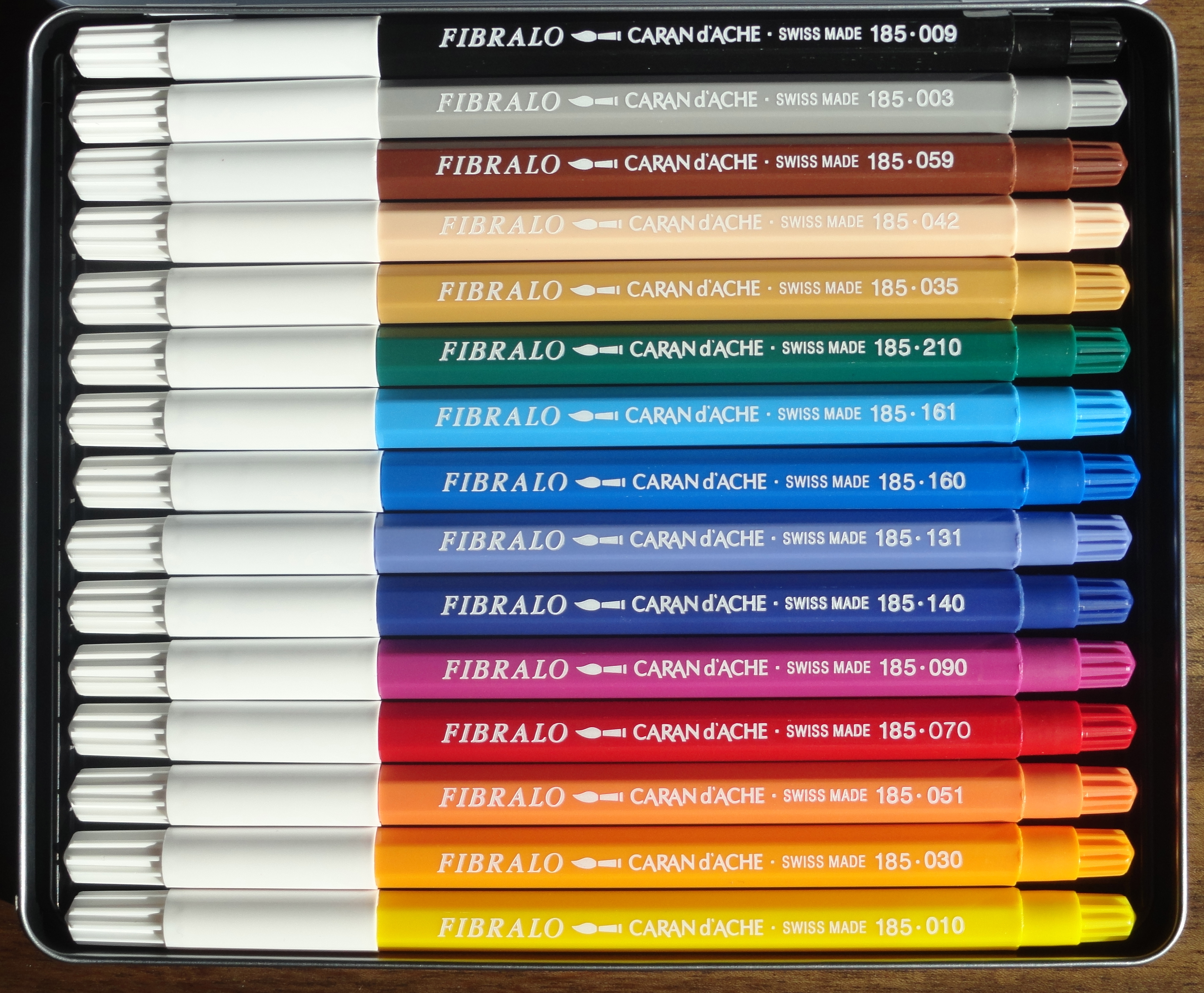
علبة أقلام لبدية مختلفة الألوان.

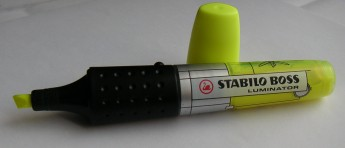
قلم تأشير وهو أحد أنواع القلم اللبدي.

القَلَم اللَّبَدِيّ، أو قلم الخطاط، أو قلم التحديد، هو نوع من أقلام الحبر يحتوي على مستودع حبر بداخله ويستعمل في الكتابة والرسم. أصبحت اقلام الخطاط مشهورة عندما اخترع المهندس الأمريكي سيدني روزنتال القلم السحري في عام 1953. ما يميز قلم الخطاط عن باقي أقلام الحبر الأخرى هو إمكانية استعماله على أسطح غير ورقية، مثل الكارتون والخشب واللدائن والأجسام الخشنة والناعمة والملساء كالزجاج. تُستخدم هذه الأقلام عادةً للتحديد وخصوصاً للطلاب، وتكون ألوانه براقة كالفسفوري والسماوي اللامع. ويشتهر من انواعه النوع المخصص للاطفال ويعرف في مصر باسم الفلوماستر رغم عدم معرفة اصل هذه الكلمة الا انها مشابهه لنفس الاسم في روسيا ليتوانيا واوكرانيا Flo-Master.

## تركيبه
يتكون الماركر من أنبوب بلاستيكي أو معدني يحوي على قطعة لباد مشبعة بحبر خاص تنتهي هذه القطعة من طرفها الظاهر برأس من اللباد المسامي المكبوس ويكون بأشكال مختلفة حسب الغرض المطلوب استخدامه فيه.

## استخداماته
أكثر استخداماته شيوعا هو الكتابة على السبورات البيضاء في المدارس أي أنه حل محل الطبشور الذي يشوه الملابس وله أضرار تنفسية ويسبب الحساسية بجميع أنواعها. اما في الفن والرسم، عادةً يتم استخدام اقلام الخطاط في رسم فن المنغا وفي الغالب تحتوي على حبر كحولي أو مائي. 

يمكن ايضا  الكتابة عليه باستخدام السبورة